# كارولاين رايت
كارولاين رايت (بالإنجليزية: Carolyne Wright)‏ هي كاتِبة وشاعرة أمريكية، ولدت في 2 يوليو 1949 في مدينة بيلينغام في الولايات المتحدة.